# Ropica fuscosignata
Ropica fuscosignata là một loài bọ cánh cứng trong họ Cerambycidae.